# Iglesia de Santa María (Guisona)
La iglesia de Santa María es un edificio situado en la localidad española de Guisona, en la provincia de Lérida.

## Descripción
El edificio se encuentra en la localidad española de Guisona, perteneciente a la provincia de Lérida, en la comunidad autónoma de Cataluña. Se menciona como iglesia parroquial del lugar en el noveno volumen del Diccionario geográfico-estadístico-histórico de España y sus posesiones de Ultramar de Pascual Madoz, donde aparece descrita con las siguientes palabras:

La igl. parr, constituida en colegiata, dedicada á Sta. Maria, comprende los agregados de Guardasivenes, Mas den Porta, Bellvehi, Torrafeta, Ratera, Grá, San Martin y la Morana, está servida por un canónigo que es el párroco, un coadjutor, 2 beneficiados y 2 vicarios, con algunos otros dependientes de nombramiento esclusivo del curato. El edificio de construccion ant., es sumamente sólido, y en su aspecto presenta un delicado gusto en la direccion de las obras, al paso que suma inteligencia; á pesar del tiempo transcurrido, desde que fué levantado, se observa en él una marca elegante, que le hace aparecer con toda la belleza de la arquitectura moderna y la grande magestad de la ant.: es uno de los mejores edificios que existen en el part.
(Madoz, 1847, p. 136)